# Phổ Văn
Phổ Văn là một phường thuộc thị xã Đức Phổ, tỉnh Quảng Ngãi, Việt Nam.

## Địa lý
Phường Phổ Văn nằm ở phía bắc thị xã Đức Phổ, có vị trí địa lý:
- Phía đông giáp phường Phổ Quang
- Phía tây giáp xã Phổ Thuận
- Phía nam giáp phường Phổ Minh và phường Phổ Ninh
- Phía bắc giáp xã Phổ An.

Phường Phổ Văn có diện tích 10,54 km², dân số năm 2019 là 9.489 người, mật độ dân số đạt 900 người/km².

## Lịch sử
Sau năm 1945, Phổ Văn là một xã thuộc huyện Đức Phổ.
Từ năm 1954 đến năm 1958, chính quyền Sài Gòn đổi tên xã Phổ Văn thành xã Phổ Hưng thuộc quận Đức Phổ. Chính quyền cách mạng vẫn gọi xã Phổ Hưng là xã Phổ Văn như cũ.
Sau năm 1975, xã Phổ Văn thuộc huyện Đức Phổ.
Ngày 10 tháng 1 năm 2020, Ủy ban Thường vụ Quốc hội ban hành Nghị quyết số 867/NQ-UBTVQH14 về việc sắp xếp các đơn vị hành chính cấp huyện, cấp xã thuộc tỉnh Quảng Ngãi (nghị quyết có hiệu lực từ ngày 1 tháng 2 năm 2020). Theo đó, thành lập phường Phổ Văn thuộc thị xã Đức Phổ trên cơ sở toàn bộ 10,54 km² diện tích tự nhiên và 9.489 người của xã Phổ Văn.